# Lar Judaico
O Lar Judaico (em hebraico:  הַבַּיִת הַיְהוּדִיהַבַּיִת הַיְהוּדִי, HaBayit HaYehudi) foi um partido político de extrema-direita em Israel.
Associado ao sionismo religioso, o partido foi originalmente formado em novembro de 2008 a partir de uma fusão de três agrupamentos da extrema-direita israelense no período: o Partido Nacional Religioso (Mafdal), o Moledet e o Tkuma. No entanto, o Moledet se separou do partido após o seu principal representante ter sido colocado apenas em 17º lugar na lista do novo partido para as eleições legislativas de 2009 para a Knesset, e em vez disso, concorreu em uma lista conjunta com o Hatikva. Posteriormente, o Tkuma também deixou o partido para se juntar à coligação União Nacional. 
Nas eleições de 2013 e 2015, o Lar Judaico recebeu a adesão do Tkuma para competirem em uma lista conjunta sob a liderança do presidente do primeiro, Naftali Bennett. Nos três pleitos seguintes, o Lar Judaico aderiu a coligações partidárias. Em abril de 2019, participou da lista União das Partes de Direita, que também reunia o Tkuma e o Otzma Yehudit. Nos pleitos de setembro de 2019 e de março de 2020, concorreu pela lista unida Yamina com o Tkuma e a Nova Direita. Depois de não disputar a eleição de 2021, o Lar Judaico concorreu sozinho no pleito de 2022, mas o partido não alcançou a cláusula de barreira.
Em 2023, o Lar Judaico e o Tkuma concordaram em se fundir para se tornarem um único partido chamado Partido Nacional Religioso - Sionismo Religioso.

## Ideologia

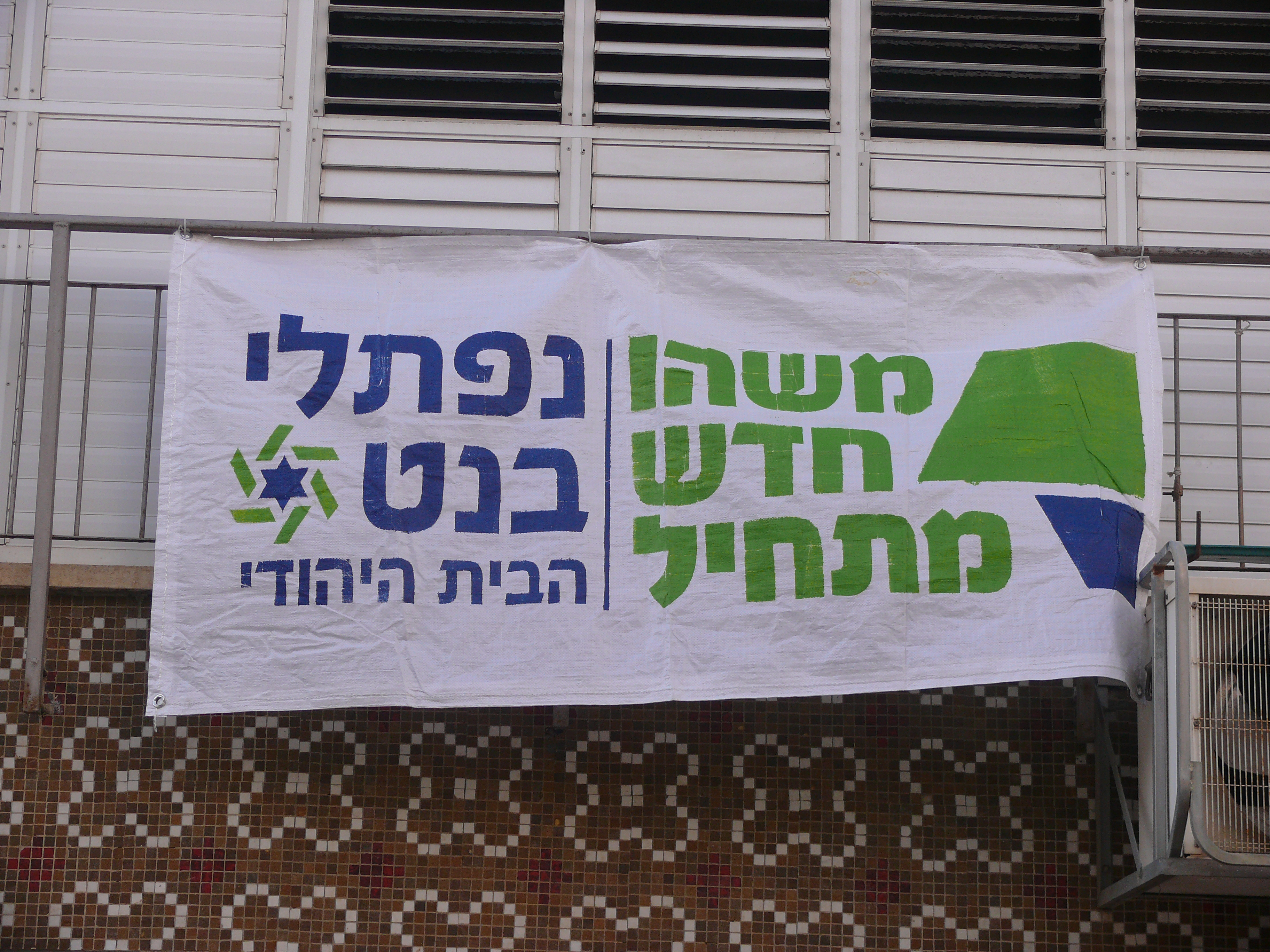
O Lar Judaico cartaz eleitoral: "Algo de novo começa", 2013

Representa, principalmente, Judeus Ortodoxos Modernos, que tendem a ser mais nacionalistas em Israel. Por muitos anos, esta comunidade tem sido fraca politicamente. Nas eleições de 2013, o partido foi liderado por Naftali Bennett, um carismático milionário de alta tecnologia, que apelarou para religiosos e seculares Israelenses. O partido tem mensagem pró-liquidação e o apelo pessoal de Bennett  ajudou a aumentar a popularidade entre um amplo segmento da população. A atenção que Bennett recebeu também, aparentemente, teve um efeito sobre a estratégia do Likud na eleição de 2013 , empurrando-a para a direita, Junto com o Yesh Atid, de origem Judaica, aumentou em popularidade com a promessa de finalizar o controverso sistema de projecto de isenções dadas aos ultra-Ortodoxos, os alunos do seminário, e para "aliviar a carga" na classe média Israelense que serve nas forças armadas, trabalham e pagam impostos. Estes dois partidos se tornaram as duas maiores coalizões de partidos no governo do Primeiro-Ministro Netanyahu , e os líderes de ambos os partidos foram capazes de forçar Netanyahu a promessa de que os partidos políticos ultra-Ortodoxos, não estariam na nova coalizão. Apesar da aliança de Bennett  com o líder do Yesh Atid Yair Lapid em muitos problemas internos, os dois diferem acentuadamente sobre os esforços de paz e de liquidação de construção. Bennett é contrário de concessões aos Palestinos e apelou a Israel para anexar a Área da Cisjordânia e oferecer cidadania para os Palestinos que vivem lá.  Sua aliança terminou durante o seu tempo como parceiros de coligação, antes das  eleições legislativas de Israel de 2015.

## Número de parlamentares no Knesset
| Legislatura | Período   | Deputados |
| ----------- | --------- | --------- |
| 17ª         | 2006–2009 | 5         |
| 18ª         | 2009–2013 | 3         |
| 19ª         | 2013–2015 | 12        |
| 20ª         | 2015–2019 | 8         |
| 21ª         | 2019      | 3         |
| 22ª         | 2019–2020 | 2         |
| 23ª         | 2020–2021 | 1         |
| 24ª         | 2021–2022 | 0         |